# Grzebień pojedynczy

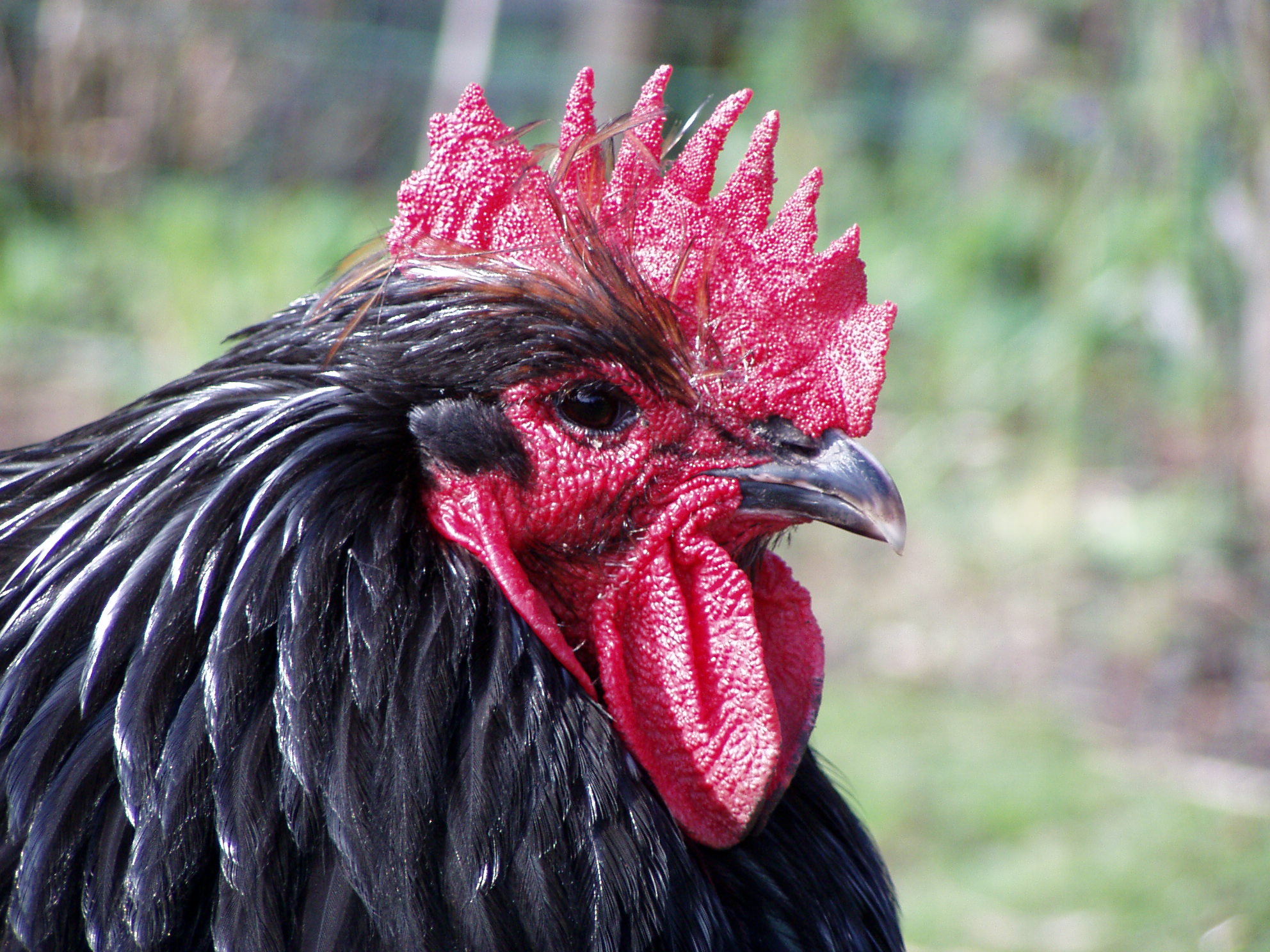
Dobrze widoczny grzebień pojedynczy u koguta rasy orpington

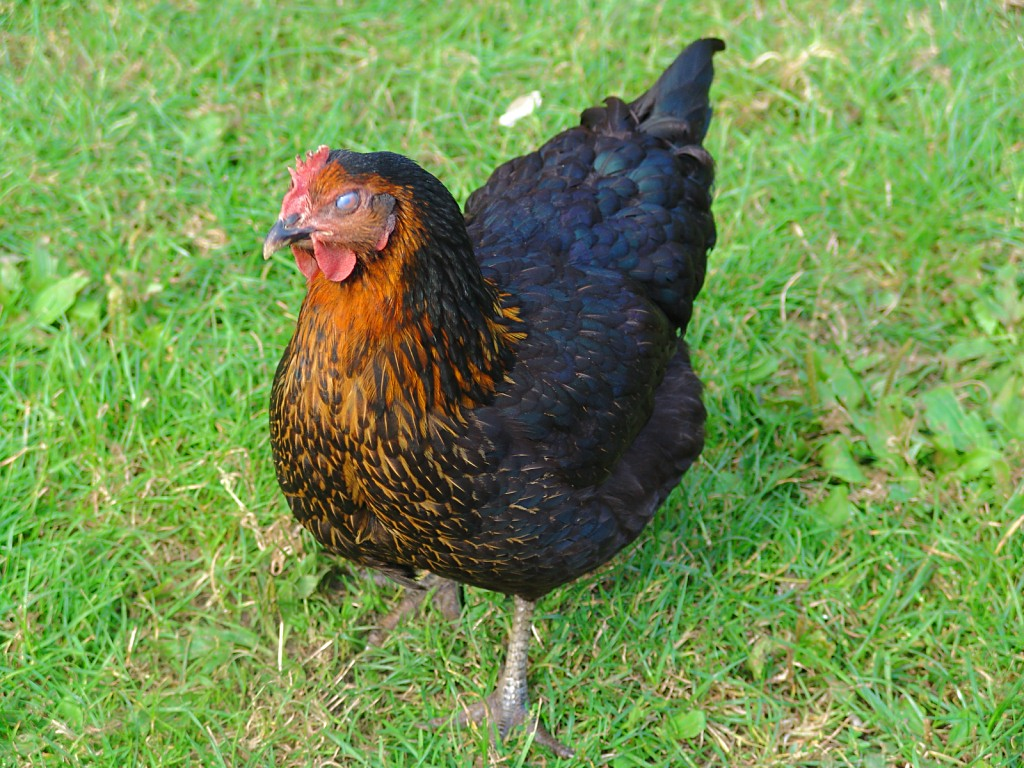
Kura rasy marans

Grzebień pojedynczy, grzebień stojący – najczęstszy typ grzebienia u drobiu. Posiada go np. kura rasy leghorn.

## Opis
Grzebień pojedynczy jest stojący, u kogutów zwykle bardziej wcięty. Druga nazwa grzebień stojący nie odwołuje się do rzeczywistości. U ras takich jak andaluzyjska, grzebień jest tak duży, że opada na bok. Dwie rasy bojowców też mają tego rodzaju grzebień.

## Rasy posiadające grzebień pojedynczy
Grzebień pojedynczy posiada wiele ras kur, głównie kury ogólnoużytkowe i śpiewające.

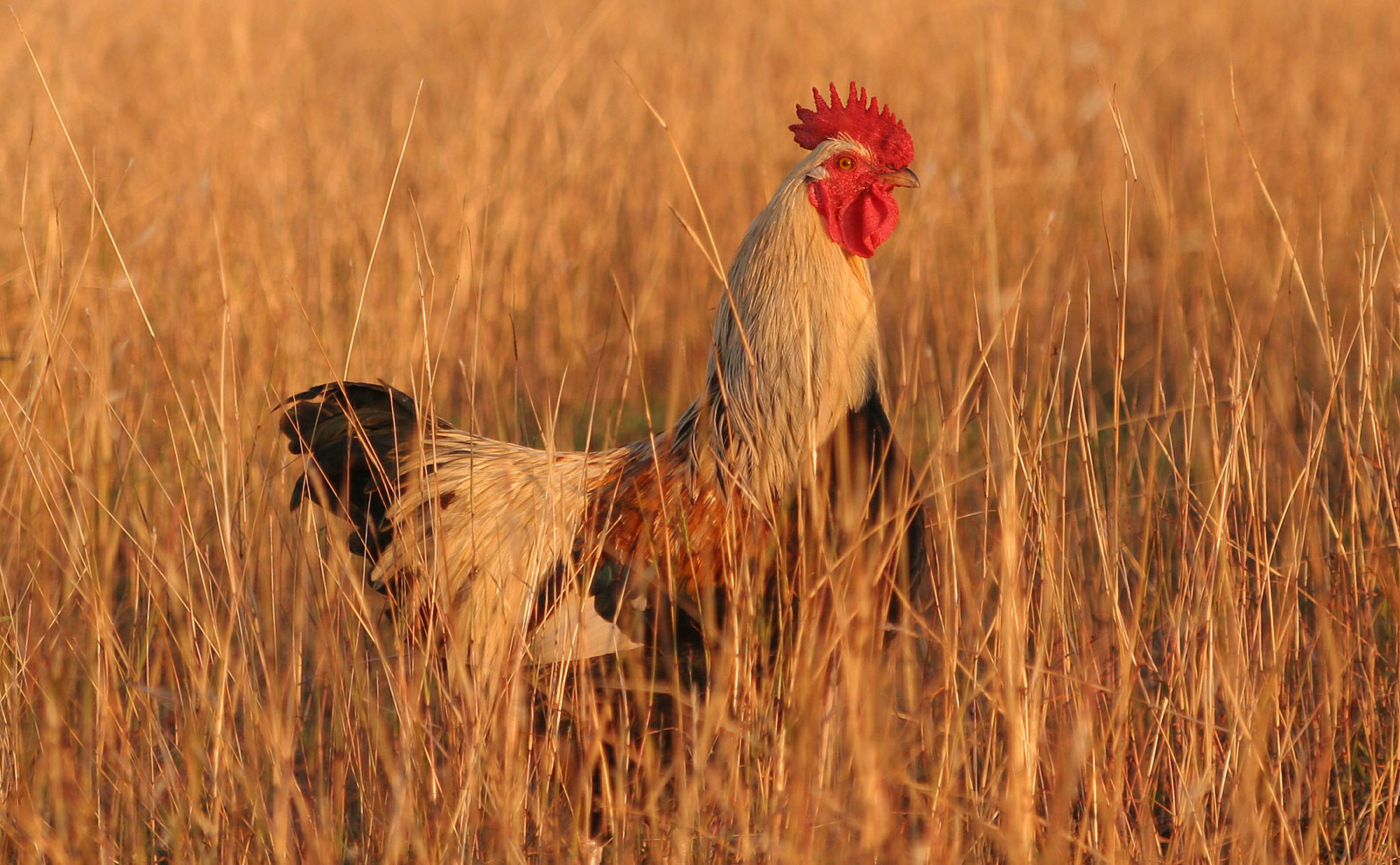
Kogut kury domowej

| A-F | G-M | N-Z |
| --- | --- | --- |
| - Altsteirer - Andaluzyjska - Araucana - Australop - Bielefeldzka - Berneveldzka - Brabant zagrodowy - Brakel - Bojowiec nowoangielski - Bojowiec staroangielski - Chabo japońskie - Chabo tajlandzkie - Czubatka staropolska - Daruma chabo - Denizli - Dorking - Empordanesa - Faverol - Feniks - Forwerk - Fryzyjska - Fryzyjska miniaturowa | - Górska piejąca - Hiszpańska - Jersey giants - Jitokko - Karzełek birmański - Karzełek frankfurcki - Karzełek holenderski - Karzełek łapciaty - Karzełek niemiecki - Kastylijska - Katalońska - Kochin - Kochin karzełek lokowany - Kochin miniaturowy - Kura domowa - Kura pawłowska - Kurokashiwa - Lakenfelder - Leghorn - Liliput polski - Marans - Mechelner | - New hampshire - Ohiki - Onagadori - Orpington - Penedesenca - Plymoth rock - Rhodeland - Ruhlaer - Shoukoku - Sundheimer - Sulmtaler - Sułtan - Sussex - Taikan chabo - Tomaru - Totenko - Uzurao - Włoszka - Welsumer - Zielononóżka kuropatwiana |

## Galeria

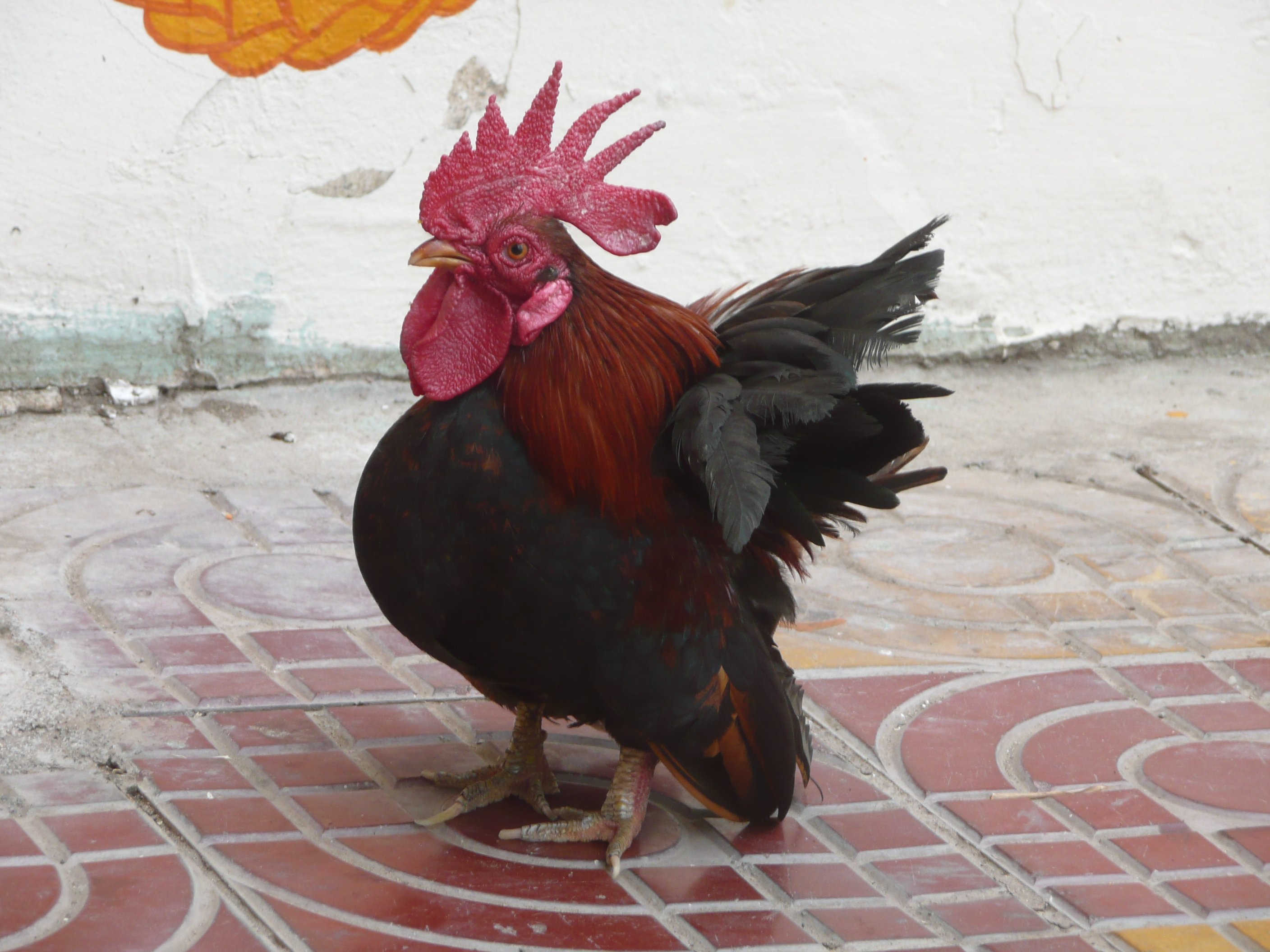
Chabo
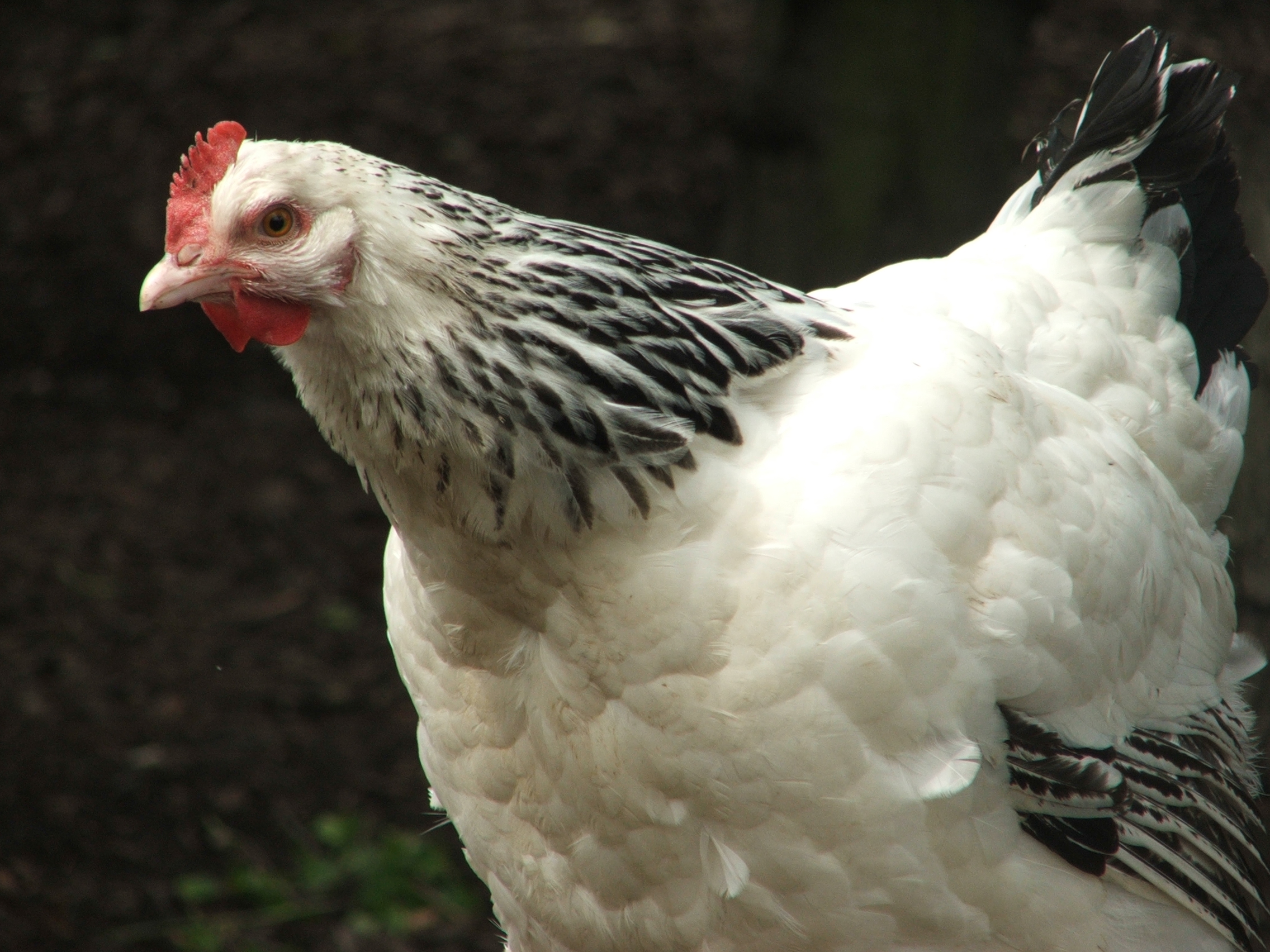
Brachma
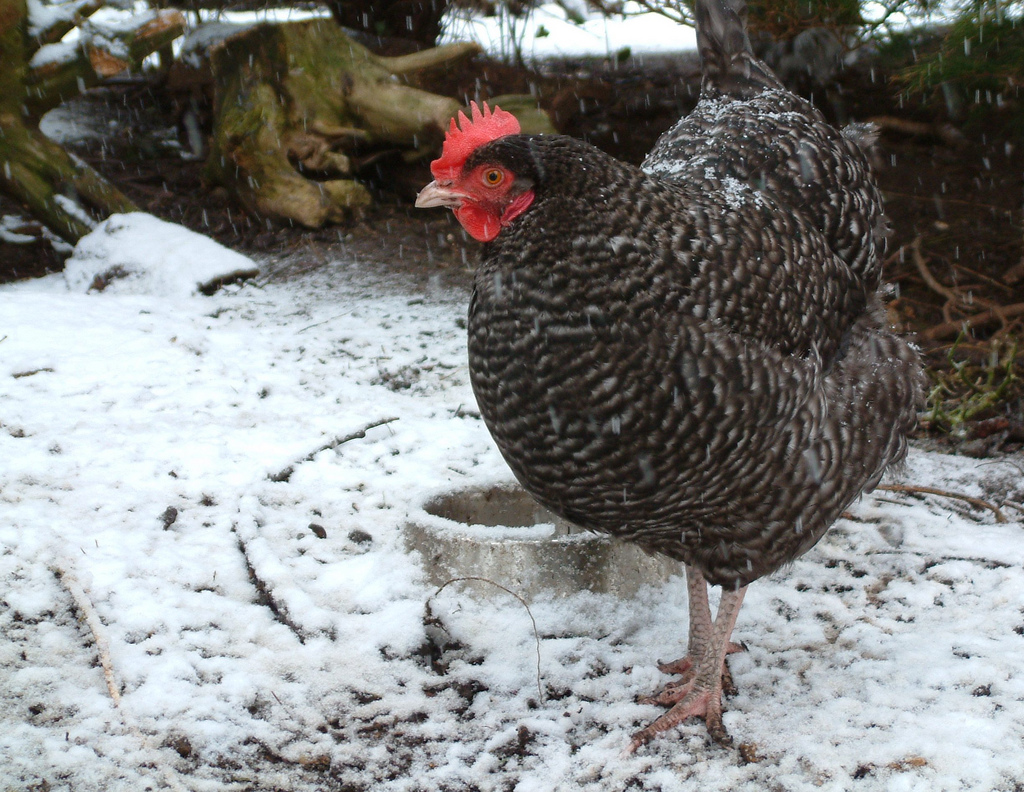
Marans
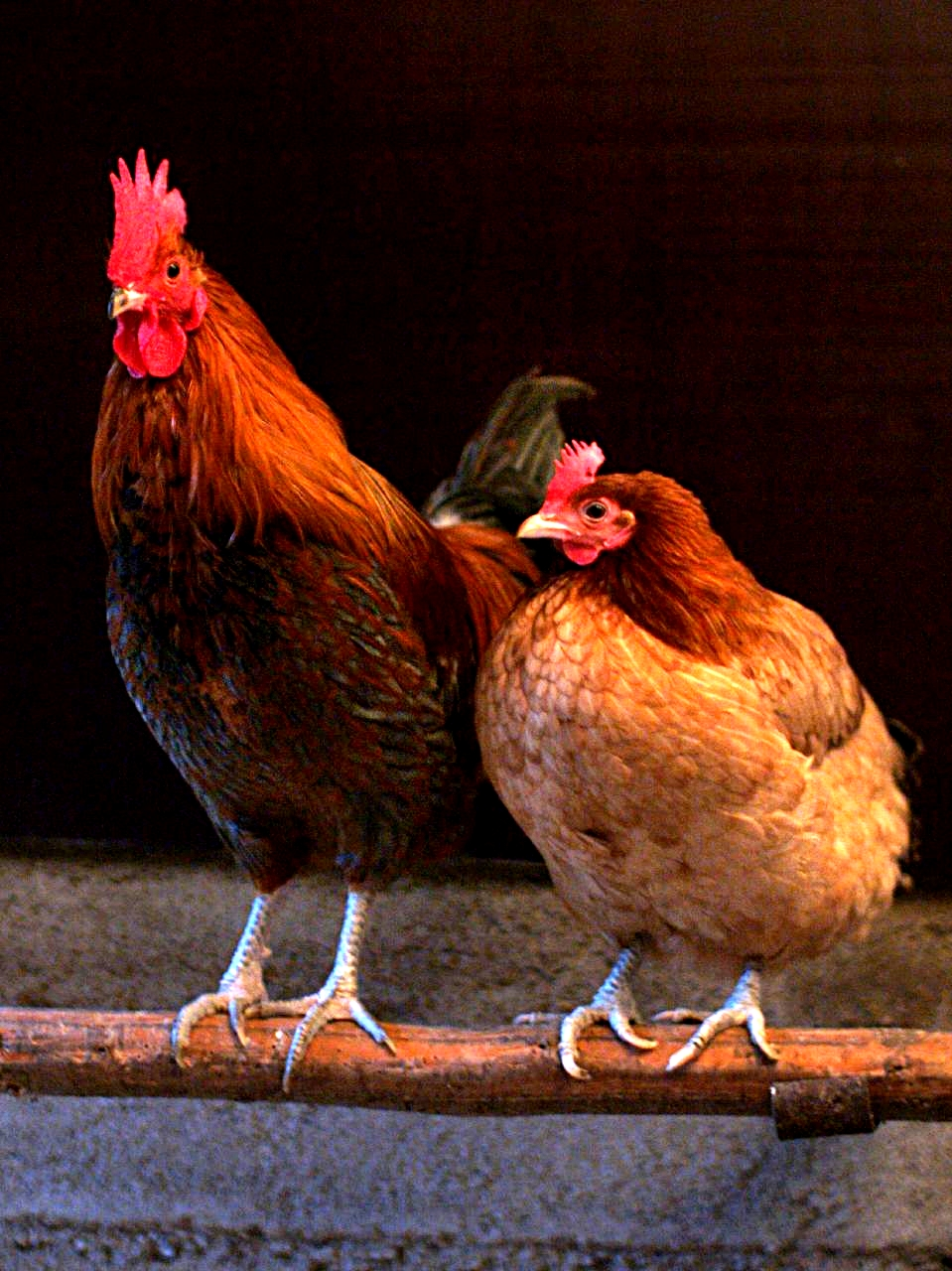
Kury domowe
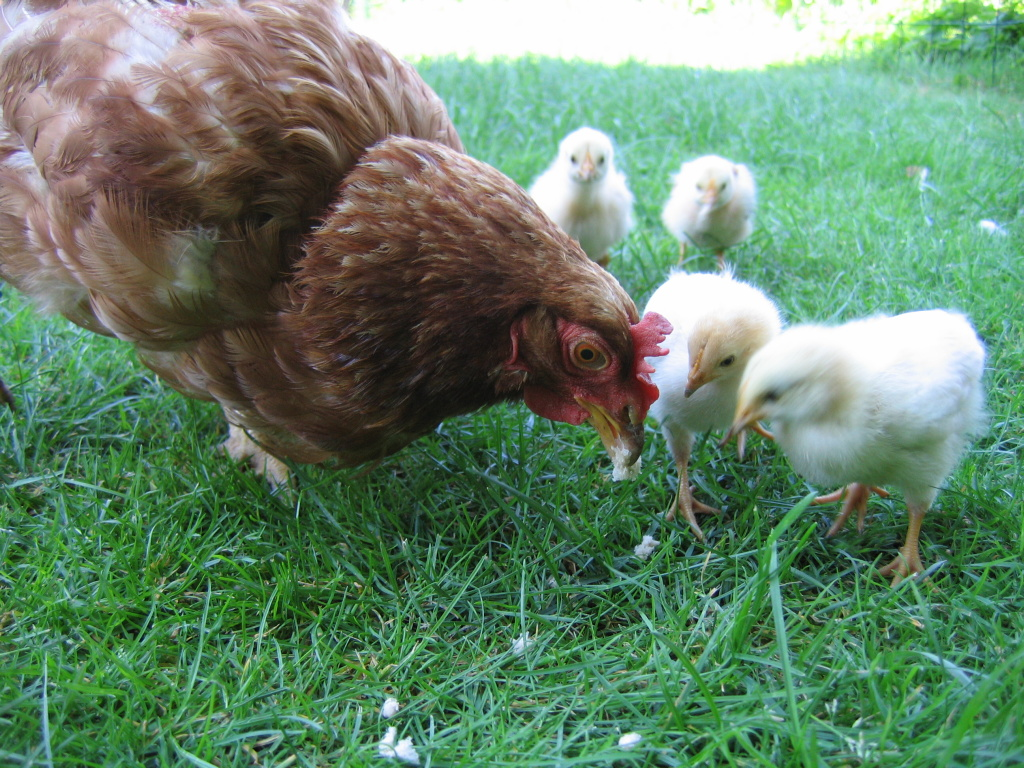
Kwoka z pisklętami
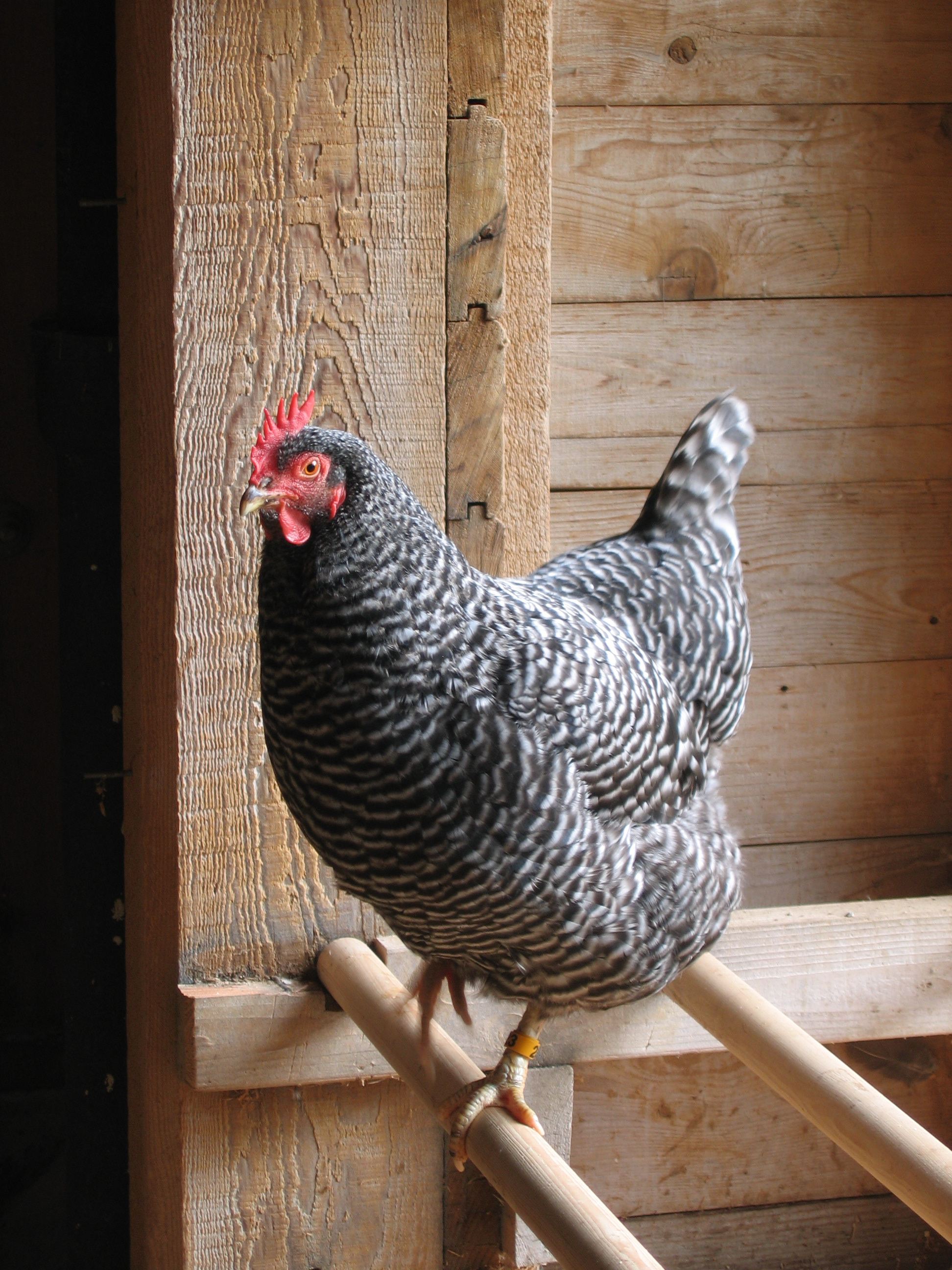
Bielefeldzka
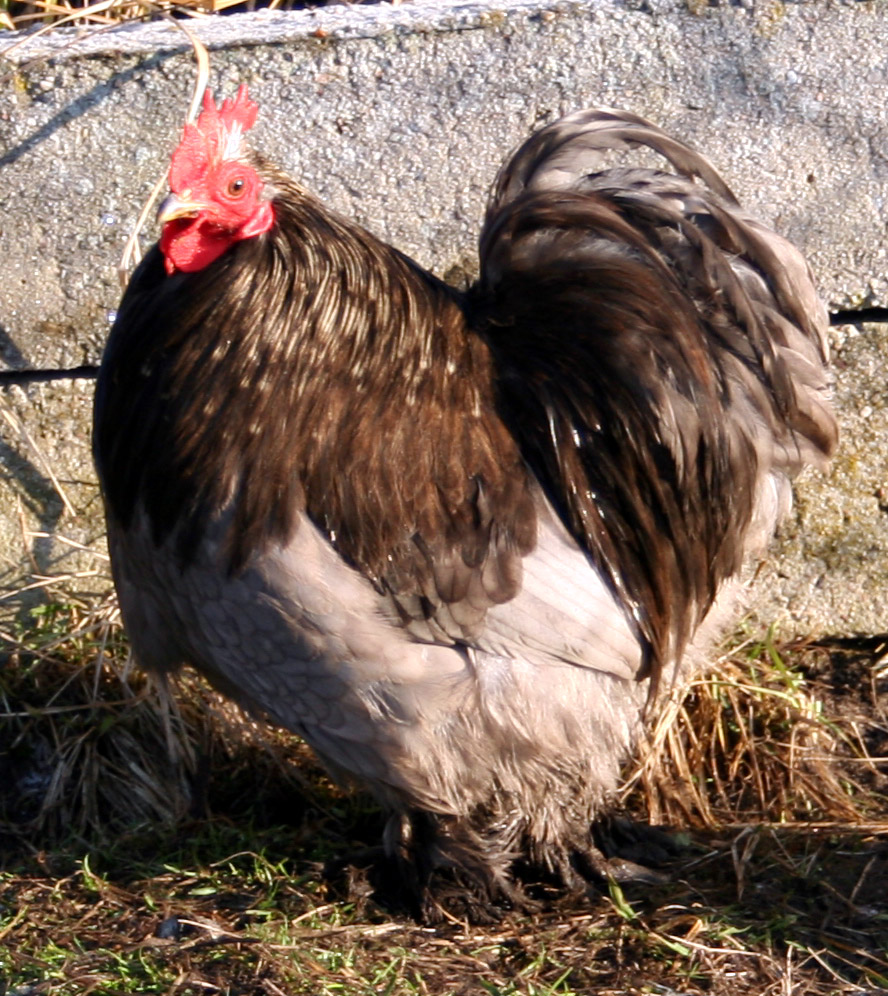
Kochin karzełek
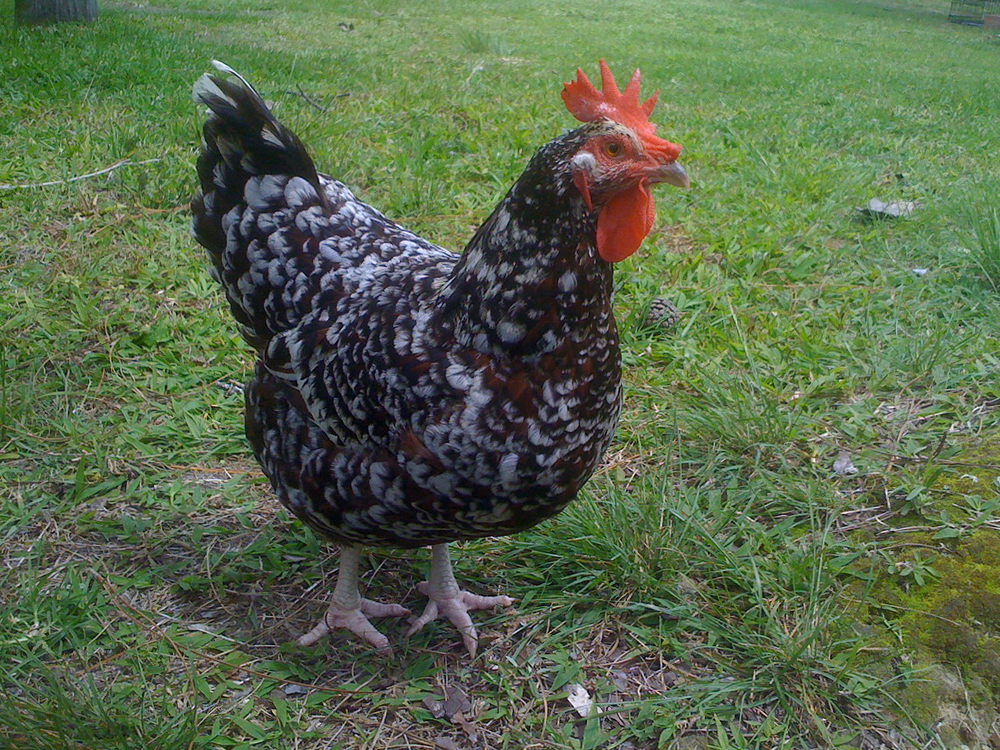
Sussex
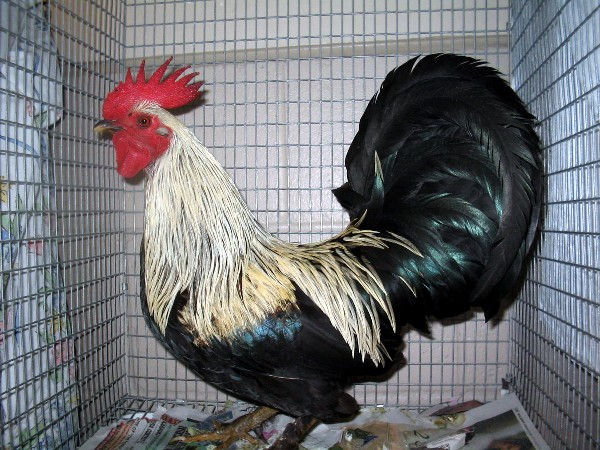
Karzełek holenderski